# Zabrus
Zabrus là một chi bọ chân chạy. Các loài thuộc chi này, cũng giống như các loài bọ chân chạy khác, là các loài động vật ăn tạp cũng như ăn cỏ. Zabrus tenebrioides là một loài gây hại ngũ cốc.

## Phân chi
Dưới đây là các phân chi của Zabrus:
- Aulacozabrus Ganglbauer[7]
- Cantabrozabrus Anichtchenko & Ruiz-Tapiador, 2008[5]
- Craspedozabrus Ganglbauer, 1915[7]
- Epomidozabrus Ganglbauer, 1915[7]
- Euryzabrus Ganglbauer, 1915[7]
- Eutroctes Zimmermann, 1831
- Himalayozabrus Andújar & Serrano, 2000[4]
- Iberozabrus Ganglbauer, 1915[7]
- Italozabrus Andújar & Serrano, 2000[4]
- Lobozabrus Ganglbauer, 1915[7]
- Macarozabrus Ganglbauer, 1915[7]
- Pelor Bonelli, 1810
- Platyzabrus Jeanne, 1968
- Polysitus Zimmermann, 1831
- Zabrus Clairville, 1806

## Loài
Zabrus gồm các loài dưới đây:
- Zabrus aciculatus Schaum, 1864
- Zabrus aegaeus Apfelbeck, 1904
- Zabrus aetolus Schaum, 1864
- Zabrus albanicus Apfelbeck, 1904
- Zabrus ambiguus Rambur, 1838
- Zabrus anatolicus Ganglbauer, 1915
- Zabrus angustatus Rambur, 1838
- Zabrus angusticollis Ganglbauer, 1915[7]
- Zabrus apfelbecki Ganglbauer, 1915[7]
- Zabrus arragonensis Heyden, 1883
- Zabrus asiaticus Laporte, 1834
- Zabrus aurichalceus M. F. Adams, 1817
- Zabrus balcanicus Heyden, 1883
- Zabrus bischoffi J. Müller, 1936
- Zabrus bodemeyeri Ganglbauer, 1915[7]
- Zabrus boldorii Schatzmayr, 1943
- Zabrus brevicollis Schaum, 1857
- Zabrus brondelii Reiche, 1872
- Zabrus cameranus Arribas, 1994
- Zabrus canaricus Machado, 1992
- Zabrus castroi Martinez y Saez, 1873
- Zabrus chalceus Faldermann, 1836
- Zabrus chiosanus Reitter, 1889
- Zabrus coiffaiti Jeanne, 1970
- Zabrus consanguineus Chevrolat, 1865
- Zabrus constrictus Graells, 1858
- Zabrus corpulentus Schaum, 1864
- Zabrus costae Heyden, 1891
- Zabrus crassus Dejean, 1828
- Zabrus curtus (Audinet-Serville, 1821)
- Zabrus damascenus Reiche & Saulcy, 1855
- Zabrus deflexicollis Fairmaire, 1880
- Zabrus distinctus H. Lucas, 1842[9]
- Zabrus estrellanus Heyden, 1880
- Zabrus farctus C. Zimmermann, 1831
- Zabrus femoratus Dejean, 1828
- Zabrus flavangulus Chevrolat, 1840
- Zabrus foveipennis Heyden, 1883
- Zabrus foveolatus Schaum, 1864
- Zabrus fuentei Anichtchenko & Ruiz-Tapiador, 2008[5]
- Zabrus galicianus Jeanne, 1970
- Zabrus ganglbaueri Apfelbeck, 1906
- Zabrus gibbulus Jeanne, 1985
- Zabrus graecus Dejean, 1828
- Zabrus gravis Dejean, 1828
- Zabrus guildensis Alluaud, 1932
- Zabrus hellenicus Heyden, 1883
- Zabrus helopioides Reiche & Saulcy, 1855
- Zabrus heydeni Ganglbauer, 1915[7]
- Zabrus hiekei Anichtchenko & Gueorguiev, 2009[10]
- Zabrus humeralis Uhagon, 1904
- Zabrus iconiensis Ganglbauer, 1905
- Zabrus idaeus Schweiger, 1968
- Zabrus ignavus Csiki, 1907
- Zabrus incrassatus (Ahrens, 1814)
- Zabrus inflatus Dejean, 1828
- Zabrus jurjurae Peyerimhoff, 1908
- Zabrus kurdistanicus Freude, 1989
- Zabrus laevicollis Schaum, 1864
- Zabrus laevigatus C. Zimmermann, 1831
- Zabrus laticollis Apfelbeck, 1904
- Zabrus laurae Toribio, 1989
- Zabrus lycius Ganglbauer, 1915[7]
- Zabrus malloryi Andrewes, 1930
- Zabrus marginicollis Dejean, 1828
- Zabrus maroccanus Reiche, 1864
- Zabrus martensi Freude, 1986
- Zabrus mateui Novoa, 1980
- Zabrus melancholicus Schaum, 1864
- Zabrus morio Mandrias, 1832
- Zabrus notabilis Martinez y Saez, 1873
- Zabrus obesus (Audinet-Serville, 1821)
- Zabrus oertzeni Reitter, 1885
- Zabrus orsinii Dejean, 1831
- Zabrus ovalis Fairmaire, 1859
- Zabrus ovipennis Chaudoir, 1844
- Zabrus pecoudi Colas, 1942
- Zabrus pentheri Ganglbauer, 1905
- Zabrus peristericus Apfelbeck, 1904
- Zabrus pinguis Dejean, 1831
- Zabrus poggii Freude, 2002
- Zabrus politus Gautier des Cottes, 1869
- Zabrus potanini Semenov, 1889
- Zabrus prietoi Ruiz-Tapiador & Anichtchenko, 2008[5]
- Zabrus przewalskii Semenov, 1889
- Zabrus puncticeps Schaum, 1864
- Zabrus punctifrons Fairmaire, 1866
- Zabrus punctiventris Schaum, 1864
- Zabrus reflexus Schaum, 1862
- Zabrus rhodopensis Apfelbeck, 1904
- Zabrus robustus C.Zimmermann, 1831
- Zabrus rotundatus Rambur, 1838
- Zabrus rotundicollis Ménétries, 1836
- Zabrus rugulosus Kraatz, 1884
- Zabrus segnis Schaum, 1864
- Zabrus seidlitzi Schaum, 1864
- Zabrus semipunctatus Fairmaire, 1859
- Zabrus seriatus Ganglbauer, 1915[7]
- Zabrus silphoides Dejean, 1828
- Zabrus skoupyi Hejkal, 2011[11]
- Zabrus socialis Schaum, 1864
- Zabrus socialis Schaum, 1864
- Zabrus spectabilis Hampe, 1852
- Zabrus spinipes (Fabricius, 1798)
- Zabrus sublaevis Ménétries, 1836
- Zabrus tenebrioides (Goeze, 1777)
- Zabrus tenuestriatus Fairmaire, 1884
- Zabrus theveneti Chevrolat, 1874
- Zabrus toelgi Breit, 1926
- Zabrus trinii (Fischer von Waldheim, 1817)
- Zabrus tumidus Reiche & Saulcy, 1855
- Zabrus uhagoni Ruiz-Tapiador & Anichtchenko, 2008[5]
- Zabrus urbionensis Jeanne, 1970
- Zabrus validus Schaum, 1862
- Zabrus vasconicus Uhagon, 1904
- Zabrus vaulogeri Ganglbauer, 1915[7]
- Zabrus ventricosus (C.Zimmermann, 1831)
- Zabrus vignai Freude, 1990